# Totalkredit
Totalkredit er Danmarks største udbyder af realkreditlån til ejerboliger. Realkreditinstituttet formidler lånene gennem knap 40 banker, sparekasser og andelskasser, og al rådgivning og långivning sker lokalt i de ca. 600 filialer. Totalkredit er et datterselskab i Nykredit-koncernen, men med eget brand og forretningskoncept. Totalkredit blev stiftet i 1990 og samarbejder med pengeinstitutter, blandt andre Arbejdernes Landsbank, Spar Nord Bank og Sydbank. I 2024 havde selskabet realkreditudlån for mere end 900 mia. kr.
Totalkredit har hovedsæde på Sundkrogsgade 25, 2150 Nordhavn.

## Historie
Totalkredit blev til i 1990 som et samarbejde mellem 48 regionale og lokale pengeinstitutter.  Formålet var at ruste sig i kampen mod de store banker som Danske Bank og den daværende Unibank, mens midlet var at tilbyde kunderne realkreditlån hos deres lokale pengeinstitut og kendte rådgiver.
I 2003 blev Totalkredit købt af Nykredit. Totalkredit, der i dag er en selvstændig virksomhed i Nykredit-koncernen, har sit eget brand. 
Totalkredit blev sponsor for det danske herrehåndboldlandshold i 2011 med en 3-årig kontrakt. Kontrakten er forlænget med 2 år frem til juni 2016. 